# Vallåkra
Vallåkra is een plaats in de gemeente Helsingborg in de provincie Skåne län en het landschap Skåne, dit zijn de zuidelijkste provincie en landschap van Zweden. De plaats heeft 594 inwoners (2005) en een oppervlakte van 59 hectare.

## Verkeer en vervoer
De plaats heeft een station aan de spoorlijn Rååbanan.